# Авангард (газета)
Аванга́рд — газета, выпускаемая автономным учреждением Чувашской Республики «Редакция Ба́тыревской районной газетой „Авангард“» Министерства информационной политики и массовых коммуникаций Чувашской Республики. Единственная в Чувашской Республике газета, выходящая на чувашском и татарском языках. Тираж  4739 экз. Газета выходит два раза в неделю (во вторник и в пятницу) на шести страницах формата А3.
Первый номер газеты под названием «Паянхи сас» вышел 8 февраля 1931 года.
Учредители:
- Министерство информационной политики и массовых коммуникаций Чувашской Республики.
- АУ «Редакция Батыревской районной газеты „Авангард“» Мининформполитики Чувашии.

## История
9 сентября 1930 года на заседании бюро Больше-Батыревского РК ВКП(б) был рассмотрен вопрос об организации районной газеты и принято постановление об отведении помещения для редакции и типографии. На следующем заседании бюро газету решили назвать «Паянхи сас».
8 февраля 1931 года вышел первый номер газеты. Она выпускалась один раз в пять дней на четырёх страницах. Первыми работниками редакции были Фёдор Румянцев – редактор, Василий Митта — ответственный секретарь и Якку Арслан (Яков Львович Зверев) — литературный сотрудник.
В 1932 году газета стала называться «Октябрь ялавĕ» («Знамя Октября»). С 4 сентября газета стала выходить под названием «Коммунизм ялавĕ» на чувашском языке и «Коммунизм байрагы» на татарском языке; последняя дублировала чувашскую газету. В 1953 году обеим газетам было дано одно интернациональное название — «Авангард».
В 1996 году построено новое здание редакции и типографии. Годом раньше редакция получила первый компьютер. Началась подготовительная работа по переходу на офсетную печать. Первый номер, напечатанный офсетным способом, вышел 11 октября 1997 года.
С 1997 года газетой проводится конкурс «Человек года Батыревского района».
В 2010-м году вышел в свет 10000-й номер газеты.

## Главные редакторы
- Ф. Ф. Румянцев (1931–1932)
- М. А. Соколов (сентябрь 1932 – июль 1934)
- А. И. Иванов (июль 1934 – февраль 1935)
- Ф. Ефимов (февраль – декабрь 1935)
- А. Цветков (май-июнь 1936)
- Н. Кузьмин (июль 1936 – март 1937)
- В. Яковлев (октябрь 1937 – май 1938)
- Ф. И. Степанов (май 1938 – январь 1939)
- Л. Д. Румянцев (февраль 1939)
- К. К. Юлдашев (1940)
- В. Д. Кузьмин (1940–1945)
- Х. Ш. Шакуров (декабрь 1945 – февраль 1947)
- Б. Ш. Абейдуллина (февраль 1947 – сентябрь 1949)
- А. М. Шорников (сентябрь 1949 – май 1950)
- В. К. Тенюков (май 1950 – декабрь 1952)
- И. И. Мешков (январь 1953 – февраль 1956)
- М. И. Иванов (август 1956 – июль 1959)
- И. А. Степанов (июль – декабрь 1959)
- H. A. Фомин (январь 1960 – июль 1976)
- В. О. Ягудин (август 1976 – август 1977)
- A. A. Салмин (ноябрь 1977 – август 1996)
- Н. Д. Ларионов (август 1996 – сентябрь 2005)
- З. В. Александрова (12 декабря 2005 – сентябрь 2011)
- С. А. Перепелкин (октябрь 2011 – 31 декабря 2014)
- Н. В. Мазякова  (6 марта 2015 – апрель 2017)
- А. И. Козлов (июнь 2017 – настоящее время)